# Eocaiman
Eocaiman — це вимерлий рід кайманів, який містить види, що жили з раннього палеоцену до міоцену Аргентини (формації Саламанка та Сарм'єнто), формації Ітабораї в Бразилії та Колумбії (група Хонда). Eocaiman містить три описані види: E. cavernensis, E. palaeocenicus, E. itaboraiensis, і зазвичай відновлюється як один із більш базальних членів Caimaninae. У 2022 році Notocaiman був синонімом Eocaiman paleocenicus.